# Храм Силаска Светог Духа на Апостоле у Устиколини
Храм Силаска Светог Духа на Апостоле у Устиколини је храм Српске православне цркве који припада Митрополији дабробосанској. Налази се у Устиколини, Општина Фоча-Устиколина, Босна и Херцеговина.
Градња цркве у Устиколини почела је 24. фебруара 1936. године у близини старог гробља Ћелије, на коме су били остаци старе цркве порушене са доласком Османлија. Нова црква је подигнута на брдашцу, поред старог гробља, а за њену градњу дјелимично је послужило и камење старе цркве. Приликом изградње нове цркве, старе темеље обишли су стручњаци из Земаљског музеја Босне и Херцеговине и нешто камења са римским мотивима однијели у музеј.
Према предању, до премјештања локације цркве дошло је због изградње пруге, како би новосаграђену богомољу могли видјети и путници из воза. Темељи за нову цркву су освештани 1. јуна 1936. године, а црква је укровљена исте године. Митрополит Петар Зимоњић освештао је цркву 21. јуна, на други дан Духова, 1937. године. Након двије године, у црквеној порти је подигнута нова зграда у којој је отворена Српска читаоница. Године 1939. започето је проширење цркве, које је завршено 1941. године. Током 1944. године срушен је парохијски дом, а градња новог објекта почела је 1975, а завршена 1977. године. Од 1981. до 1985. године радило се на обнови цркве, која је заједно са парохијским домом, освештана 21. јула 1985. године.
Храм је поново обновљен и освештан 2009. године, а обновљени су звоник, купола, кров, фасада и унутрашњост цркве. Обновљени храм 6. септембра освештао је Митрополит дабробосански господин Николај, те уручио грамате Млађену Божовићу и Драгомиру Ковачу из Источног Сарајева за допринос у обнови храма. 
Крсна слава цркве у Устиколини, познатије у народу као Црква Свете Тројице, прославља се 1. јуна на Духовски понедјељак.